# Jesús María (Nayarit)
Jesús María – miejscowość, siedziba władz gminy El Nayar w Meksyku, w stanie Nayarit.
W 2005 osada liczyła 1520 mieszkańców
W Jesús María znajduje się siedziba rozgłośni radiowej nadającej w językach: cora, Indian Huiczoli, tepehúan oraz nahuatl.
W osadzie znajduje się klasztor franciszkański, w którym rezyduje biskup ordynariusz Prałatury Terytorialnej Jesús María del Nayar.